# Національне шосе N1 (Гана)
Національне шосе 1 або N1 — національне шосе в Гані, яке починається на кордоні з Кот-д'Івуаром в Елубо і проходить через Секонді-Такораді, Кейп-Кост, Віннеба, Аккра і Тема до кордону з Того в Афлао. Головна магістраль уздовж узбережжя країни загальною протяжністю 540 кілометрів. Маршрут пролягає через Західний, Центральний, Велика Аккра та Вольта регіони Гани.
Маршрут, який є частиною мережі Трансафриканських автострад (маршрут 7), з’єднує дорогу A100 у Кот-д’Івуарі з N2 у Того, завершуючи ділянку маршруту Дакар – Лагос.

## Маршрут
Основні міста вздовж маршруту N1 включають Елубо, Секонді-Такораді, Кейп-Кост, Яморанса, Віннеба, Касоа, Аккра, Тема, Давеня, Авейіме-Баттор, Касе, Дабала, Акаці, Дену, Согакопе та Афлао.